# Enrique García Velloso
Enrique García Velloso (Rosario, province de Santa Fe, Argentine, 1880 — Buenos Aires, 1938) est un dramaturge, réalisateur de cinéma, directeur de théâtre et scénariste argentin.
Auteur d’une œuvre dramatique protéiforme, abordant presque tous les genres théâtraux, il s’essaya aussi avec bonheur dans le cinéma, et réalisa notamment, en 1914, à partir d’un scénario composé par lui-même, le premier long-métrage (muet) du cinéma argentin.

## Parcours artistique
Fils de l’écrivain et poète Juan José García Velloso (1849 - 1907), Enrique García Velloso s’engagea à son tour dans la carrière littéraire et écrivit plus d’une centaine d’œuvres théâtrales couvrant un large éventail de genres : zarzuelita criolla, saynète portègne, comédie de mœurs, drame, tragicomédie, vaudeville et opérette. Il rédigea sa première pièce, intitulée Chin-Yonk, à l’âge de quinze ans, et s’il n’eut ensuite tout d’abord aucun succès avec El corneta Belgrano (1901), sa pièce suivante en revanche, Jesús Nazareno (1902), fut acclamée, comme le seront aussi Mamá Culepina (1916), dont le personnage principal est une vivandière accompagnant les troupes de Lucio V. Mansilla, et Gabino el Mayoral. 
Il fut par ailleurs professeur d’espagnol, de littérature et de déclamation, et écrivit plusieurs ouvrages sur ces matières : Historia de la literatura argentina (1910), Antología poética, Arte de la declamación (en trois tomes) et El arte del comediante (en trois tomes, 1927). En 1910, il fonda à son propre domicile, avec un groupe d'auteurs et de compositeurs, la Sociedad de Autores Dramáticos, dont la dénomination sera plus tard changée en Argentores et dont il fut le premier président, et jouera un rôle essentiel dans la reconnaissance des droits d’auteur en Argentine.
Au cinéma, il réalisa en 1914 le film muet Amalia, adaptation par ses soins du roman éponyme de José Mármol, paru en 1851. Ce film, où les rôles étaient tenus par des acteurs amateurs issus de la haute société portègne, fut le premier long-métrage jamais tourné en Argentine et fut projeté pour la première fois au Théâtre Colón de Buenos Aires au bénéfice de bonnes œuvres. En 1915, García Velloso réalisa le film Mariano Moreno y la Revolución de Mayo. 
Il fut aussi une figure fort influente dans le domaine de la direction d'acteur, et eut notamment pour disciple le comédien Roberto Casaux. Il se lia d’amitié avec le couple d’acteurs espagnols María Guerrero et Fernando Díaz de Mendoza, qui se produisirent pendant de nombreuses années en Argentine et engagèrent toute leur fortune à faire construire le théâtre Cervantes à Buenos Aires ; lorsque, ruiné, le couple dut se dessaisir de l’édifice, García Velloso intercéda auprès du gouvernement fédéral argentin afin que l’État se portât acquéreur du théâtre en 1924.

## Œuvres

### Œuvre dramatique
- La loca del azul
- El tango en París
- El zapato de cristal
- En el barrio de las ranas
- Gabino, el mayoral
- Veinticuatro horas dictador
- ¡Morriña...morriña mia!
- La bengalí

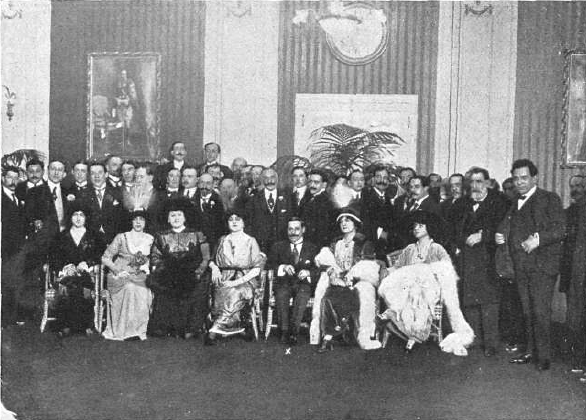
García Velloso entouré d’artistes et de journalistes lors d’une fête qu’il organisa à l’hôtel Palace de Madrid durant son séjour en Espagne en 1913.

- En la tierra de la paz y del amor
- La palomita de la puñalada
- La sombra
- Las termas de colo colo
- Mama Culepina
- El mascoton
- Oran al freno
- Jesús Nazareno
- Gabino el mayoral
- El Dios de la suerte
- Eclipse de sol
- Armenonville (1920)
- Caín
- Instituto Internacional de Señoritas
- Chispas de la hoguera
- Eclipse de sol
- El chiripá rojo
- El Copetín
- ¡Criollo viejo!  (en collaboration avec Humberto Cairo)
- El club Pueyrredon (en collaboration avec Armando García Velloso)
- Los conquistadores del desierto (en collaboration avec José González Castillo et Folco Testena)
- ¡Dios!  (collaboration avec José González Castillo et Folco Testena)
- Los rayos X (musique d’Andrés Gaos) (vers 1912-1916)
- Gigoló

## Filmographie

### En tant que scénariste
- 1914 : Amalia
- 1915 : Mariano Moreno y la revolución de Mayo
- 1935 : Te quiero con locura
- 1937 : Besos brujos
- 1943 : Eclipse de sol
- 1949 : El baño de Afrodita
- 1956 : El tango en París

### En tant que réalisateur
- 1914 : Amalia
- 1915 : Mariano Moreno y la revolución de Mayo
- 1916 : Un romance argentino
- 1916 : El movimiento continuo

### En tant que directeur de la photographie
- 1914 : Amalia